# ディブラッシ
ディブラッシ（Di Blasi Industriale S.r.l.）は、イタリアシチリア州カターニア県ヴィッツィーニに本社を置く折り畳み自転車、オートバイメーカーである。その他、航空機、ボート、自動車の内部のデザインも行っている。
元イタリア空軍パイロットのロザリオ・ディ＝ブラッシが1952年に折り畳みスクーターの開発を始め、1968年頃にDEIBLA7と呼ばれる電動式トライクの試作型をトリノオートショーで発表した。1974年末、フランコ・モリーニのR2と呼ばれるシングルスピードトランスミッションのオートバイの生産を開始した。1976年には会社を設立。

## 製品

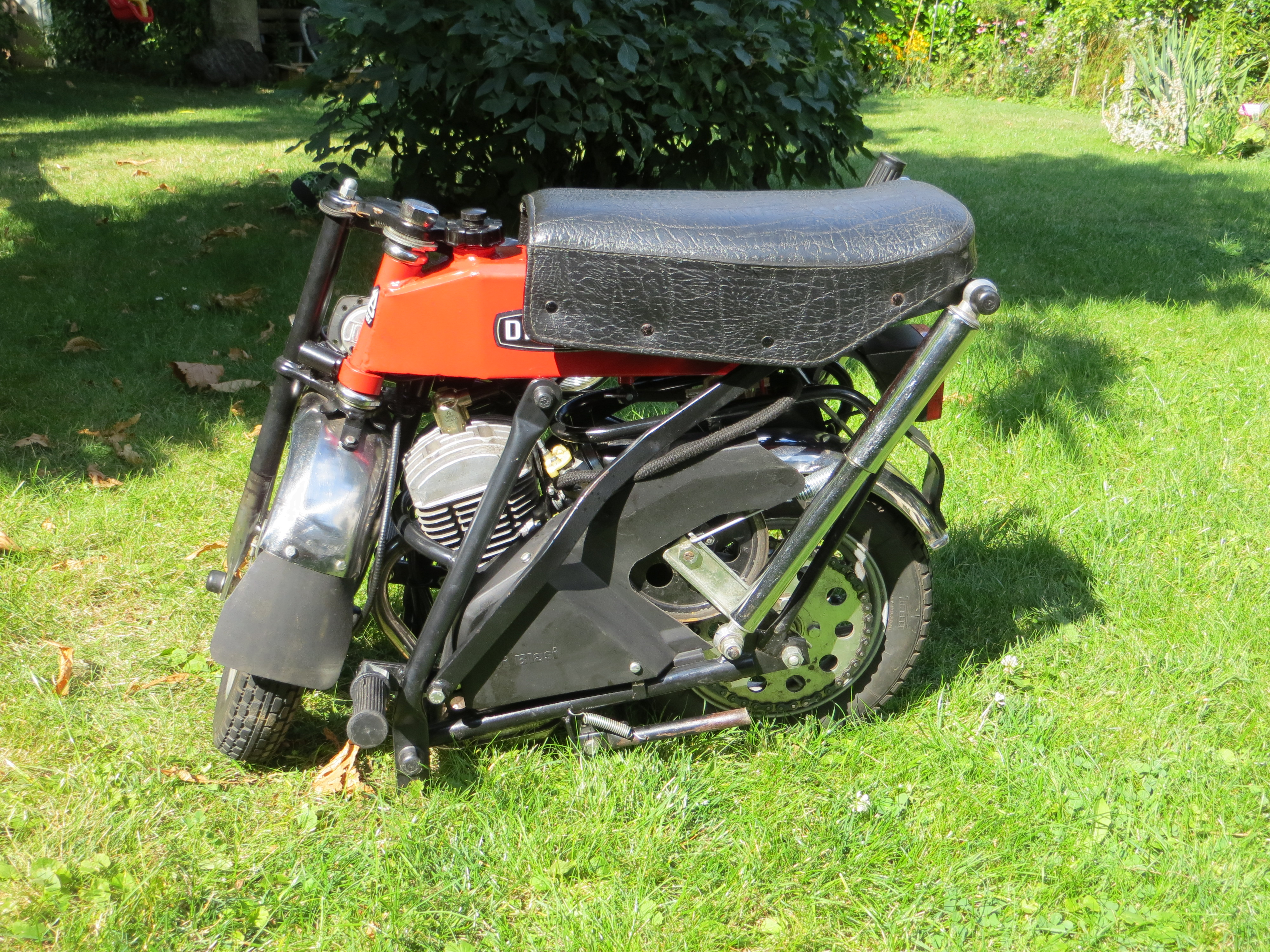
折り畳まれたR7

### 折り畳みバイク
- R7シリーズ - 2ストロークエンジン
- R70 - 電動

### 折り畳み自転車
- R21
- R24
- R4

### 折り畳み三輪自転車
- R34
- R32
- R31

### 折り畳み電動カート
- R30